# Hoofdklasse schaken 1952/53
In het Hoofdklasse-seizoen 1952/53 werd gestreden door acht teams van schaakverenigingen in Nederland om het landskampioenschap. Het Vereenigd Amsterdamsch Schaakgenootschap werd voor de vijftiende keer in zijn geschiedenis landskampioen.

## Competitieverloop
De titelrace ging tussen het Amsterdamse VAS en Discendo Discimus uit Den Haag. Voorafgaande de laatste ronde stond VAS favoriet met een beter aantal bordpunten. Door een ruime overwinning tegen het Leidsch Schaakgenootschap werd de titel veilig gesteld. DD kwam in de laatste ronde niet verder dan een gelijkspel tegen Kralingen.
Onderin om de strijd om degradatie was het zeer spannend. De Amsterdamsche Schaakclub, meervoudig clubkampioen stond voorafgaande de laatste ronde op 4 punten en dreigde ten onder te gaan. In de laatste wedstrijd tegen het Haarlemsch Schaakgezelschap werden daarom Max Euwe en Lodewijk Prins opgesteld, die nog geen wedstrijd hadden meegespeeld dit seizoen. De wedstrijd werd glansrijk gewonnen met 7-3 als gevolg waarvan ASC zich handhaafde.
Schaakclub Utrecht en het Haarlemsch Schaakgezelschap degradeerden. Hun plaatsen werden in het seizoen 1953/54 ingenomen door Philidor en de Haagsche Christelijke Schaakvereniging, die vanuit de Eerste klasse A, respectievelijk B promoveerden.

## Eindstand[2]
| # | Team      | MP | BP  | 1  | 2  | 3  | 4  | 5  | 6  | 7  | 8  |
| - | --------- | -- | --- | -- | -- | -- | -- | -- | -- | -- | -- |
| 1 | VAS       | 12 | 45  | -- | 4  | 7½ | 6½ | 5½ | 7½ | 7  | 7  |
| 2 | DD        | 11 | 40  | 6  | -- | 7  | 6  | 5  | 6  | 4½ | 5½ |
| 3 | Max Euwe  | 8  | 33½ | 2½ | 3  | -- | 5  | 5½ | 6  | 6½ | 5  |
| 4 | ASC       | 6  | 35  | 3½ | 4  | 5  | -- | 6  | 4½ | 5  | 7  |
| 5 | Kralingen | 5  | 32½ | 4½ | 5  | 4½ | 4  | -- | 5½ | 3½ | 5½ |
| 6 | LSG       | 5  | 31½ | 2½ | 4  | 4  | 5½ | 4½ | -- | 6  | 5  |
| 7 | Utrecht   | 5  | 30½ | 3  | 5½ | 3½ | 5  | 6½ | 4  | -- | 3  |
| 8 | Ha. SG    | 4  | 32  | 3  | 4½ | 5  | 3  | 4½ | 5  | 7  | -- |

#### Legenda
|  | Landskampioen |
|  | Degradant     |

Eerste klasse

1920/21 · 1921/22 · 1922/23 · 1923/24 · 1924/25 · 1925/26 · 1926/27 · 1927/28 · 1928/29 · 1929/30 · 1930/31 · 1931/32 · 1932/33 · 1933/34 · 1934/35 · 1935/36 · 1936/37 · 1937/38 · 1938/39 · 1939/40 · 1940/41 · 1941/42
Hoofdklasse

1942/43 · 1943/44 · 1944/45 · 1945/46 · 1946/47 · 1947/48 · 
1948/49 · 1949/50 · 1950/51 · 1951/52 · 1952/53 · 1953/54 · 1954/55 · 1955/56 · 1956/57 · 1957/58 · 1958/59 · 1959/60 · 1960/61 · 1961/62 · 1962/63 · 1963/64 · 1964/65 · 1965/66 · 1966/67 · 1967/68 · 1968/69 · 1969/70 · 1970/71 · 1971/72 · 1972/73 · 1973/74 · 1974/75 · 1975/76 · 1976/77 · 1977/78 · 1978/79 · 1979/80 · 1980/81 · 1981/82 · 1982/83 · 1983/84 · 1984/85 · 1985/86 · 1986/87 · 1987/88 · 1988/89 · 1990/91 · 1991/92 · 1992/93 · 1993/94 · 1994/95 · 1995/96
Meesterklasse

1996/97 · 1997/98 · 1998/99 · 1999/00 · 2000/01 · 2001/02 · 2002/03 · 2003/04 · 2004/05 · 2005/06 · 2006/07 · 2007/08 · 2008/09 · 2009/10 · 2010/11 · 2011/12 · 2012/13 · 2013/14 · 2014/15 · 2015/16 · 2016/17 · 2017/18· 2018/19 · 2019/20 · 2020/21 · 2021/22 · 2022/23 · 2023/24 · 2024/25